# Kintarō
Kintaro (金太郎?, Kintarō) è un personaggio mitologico del folclore giapponese.
Si tratta di un bambino dotato di una forza sovraumana. Sulla sua nascita esistono varie leggende. Una di esse dice che era figlio della principessa Yaegiri, che a causa di un conflitto tra il marito e lo zio sarebbe fuggita nella foresta; lì avrebbe dato alla luce Kintarō e poi lo avrebbe abbandonato o sarebbe morta, per cui il bambino venne cresciuto da Yama-uba, una strega delle montagne del Monte Ashigara. Secondo una leggenda più fantasiosa, sarebbe stato figlio della stessa Yama-uba, che lo avrebbe concepito mediante un lampo di luce inviato dal drago rosso che viveva sul Monte Ashigara. Kintaro, dopo aver stretto amicizia con gli animali della montagna e aver catturato il terribile oni Shutendoji, divenne un fedele seguace di Minamoto no Yorimitsu sotto il nome di Sakata no Kintoki (坂田金時?).
Kintaro è un personaggio molto popolare nel teatro Nō e nel teatro Kabuki, ed è usanza durante il Kodomo no hi (子供の日?), la festa dei bambini giapponesi celebrata il 5 maggio, procurarsi una bambola di Kintaro nella speranza che i bambini crescano sani, bravi e forti come il personaggio mitologico.
La figura di Kintarō sembra essere basata su un uomo realmente esistito, Sakata Kintoki, che visse durante il periodo Heian e che probabilmente era originario di Minamiashigara. Si unì al gruppo degli Shitennō al servizio del samurai Minamoto no Yorimitsu e divenne famoso per le sue abilità di guerriero.
Appare inoltre in diversi manga, da Lamù al più recente Record of Ragnarok come uno dei combattenti per gli umani al torneo del Ragnarok. Inoltre è il personaggio su cui è basato Gintoki Sakata, il protagonista del manga e anime Gintama.